# Dolmen du Bois de la Mousse

## Situation
Le dolmen du Bois de la Mousse se situe à Sainte-Honorine-la-Guillaume dans le département de l'Orne.